# Хайалиа
Хайалиа (англ. Hialeah) — город в США, шестой по величине город в штате Флорида.
Около 90 % населения имеют латиноамериканское происхождение, из них 75 % — кубинцы.
В городе производится известный напиток Оранжина.